# Liste der chinesischen Botschafter in Kap Verde
Die Botschaft befindet sich in Achada Stº António Praia
| Ernannt / Akkreditiert | Name           | chinesisch | Bemerkung | ernannt während der Regierung von: | akkreditiert während der Regierung von: | Posten verlassen |
| ---------------------- | -------------- | ---------- | --- | ---------------------------------- | --------------------------------------- | ---------------- |
| 1976                   | Jia Huaiji     | 贾怀济     | Gleichzeitig Botschafter in Bissau, 1980–1985: Botschafter in Ghana                                                                        | Zhou Enlai                         | Pedro Pires                             | 1979             |
| 1980                   | Liu Yingxian   | 刘英仙     | Gleichzeitig Botschafter in Bissau, 1974–1979: Botschafter in Gabun 1976–1979 gleichzeitig Botschafter in São Tomé (São Tomé und Príncipe) | Hua Guofeng                        | Pedro Pires                             | 1983             |
| 1985                   | Liang Taosheng | 梁涛生     | | Zhao Ziyang                        | Pedro Pires                             | 1989             |
| 1989                   | Xie Zhenliu    | 谢振骝     | gleichzeitig ab 1987 Botschafter in Gambia und Senegal                                                                                     | Li eng                             | Pedro Pires                             | 1991             |
| 1991                   | Mi Shiheng     | 宓世衡     | 1993–1996: Botschafter in Maputo, (Mosambik)                                                                                               | Li Peng                            | Carlos Veiga                            | 1991             |
| 1993                   | Chen Dehe      | 陈德和     | 1988–1991: Botschafter in Caracas | Li Peng                            | Carlos Veiga                            | 1996             |
| 1996                   | Jiang Yuande   | 蒋元德     | | Li Peng                            | Carlos Veiga                            | 1996             |
| 2000                   | Hong Hong      |            | | Zhu Rongji                         | Gualberto do Rosário                    | 2003             |
| 11. Feb. 2004          | Sun Rongmao    | 孫榮茂     | Sun Rong Mao (* November 1952 in der Provinz Hebei) studierte von 1978 bis 1982, Generalkonsul in São Paulo                                | Wen Jiabao                         | José Maria Neves                        | 25. Mai 2007     |
| 2009                   | Li Chunhua     |            | [ 3 ] | Wen Jiabao                         | José Maria Neves                        | 2012             |
| 7. Aug. 2013           | Su Jian        | 蘇建       | [ 4 ] | Li Keqiang                         | José Maria Neves                        | 29. Apr. 2013    |